# ليليان روبنسون
ليليان روبنسون (بالإنجليزية: Lillian Robinson)‏ هي ناشطة سلام وكاتِبة أمريكية، ولدت في 18 أبريل 1941، وتوفيت في 20 سبتمبر 2006.